# Pseudorbilia
Pseudorbilia es un género de hongos en la familia Orbiliaceae. Es un género monotípico, su única especie es Pseudorbilia bipolaris.